# Orilla de Llano
Orilla de Llano är en ort i Mexiko.   Den ligger i kommunen Asunción Cacalotepec och delstaten Oaxaca, i den sydöstra delen av landet, 400 km sydost om huvudstaden Mexico City. Orilla de Llano ligger 1 291 meter över havet och antalet invånare är 104.
Terrängen runt Orilla de Llano är kuperad åt sydost, men åt nordväst är den bergig. Runt Orilla de Llano är det glesbefolkat, med 17 invånare per kvadratkilometer. Närmaste större samhälle är San Juan Juquila, 8,5 km söder om Orilla de Llano. I omgivningarna runt Orilla de Llano växer i huvudsak städsegrön lövskog.